# Европейское пространство высшего образования
Европейское пространство высшего образования (ЕПВО) (англ. European Higher Education Area (EHEA)) — единое европейское образовательное пространство всех стран, участвующих в Болонском процессе, в области высшего образования. Было основано в марте 2010 года во время конференции Будапешт — Вена министров образования Европы.
В качестве основной цели Болонского процесса с момента его создания в 1999 году ЕПВО, является сближение, гармонизация и последовательность систем высшего образования в Европе. Между 1999—2010, все усилия членов Болонского процесса были направлены на создание Европейского пространства высшего образования, что стало реальностью после подписания декларации на конференции Будапешт — Вена в марте 2010 года, одновременно с десятилетним юбилеем Болонского процесса.

## История
Во многих отношениях, Болонский процесс стал революционным в области европейского высшего образования. Его начало можно отнести ещё к середине 1970-х годов, когда Советом министров ЕС была принята Резолюция о первой программе сотрудничества в сфере образования. Затем четыре из министров образования, участвовавших в праздновании 800-летия парижского университета Сорбона в 1998 году сошлись во мнении о том, что сегментация европейского высшего образования в Европе мешает развитию науки и образования. Ими была подписана Сорбоннская декларация (англ. Sorbonne Joint Declaration, 1998). Решение участвовать в добровольном процессе создания Европейского пространства высшего образования (ЕПВО) было оформлено через год в Болонье, представителями 29 стран (Болонская декларация, 1999). В настоящее время очевидно, что это было уникальное соглашение, так как сегодня процесс включает в себя 47 стран-участниц из 49 стран, которые ратифицировали Европейскую культурную конвенцию Совета Европы (1954).
Цели Сорбоннской декларации были подтверждены в 1999 году, при подписании Болонской декларации, которая призывала повысить конкурентоспособность европейского пространства высшего образования, подчеркивая необходимость сохранения независимости и самостоятельности всех высших учебных учреждений. Все положения Болонской декларации, были установлены как меры добровольного процесса согласования, а не как жесткие юридические обязательства.
В рамках Болонской декларации, раз в два года проводятся конференций министров, министры выражают свою волю посредством коммюнике.

### Конференции министров
В Пражское коммюнике, от 2001 года, число стран-членов было увеличено до 33, и там же произошло расширение целей, в условиях непрерывного образования, с участием студентов в качестве активных участников повышения привлекательности и конкурентоспособности европейского пространства высшего образования.
Следующая конференция на уровне министров состоялась в Берлине, в 2003 году, Берлинское коммюнике увеличило числа стран, участвующих в Болонском процессе до 40. Основные положения этого коммюнике рассматривают расширение целей, с точки зрения поощрения связей Европейского пространства высшего образования в Европейское научное пространство (англ. European Research Area), а также меры по содействию обеспечения качественного обучения.
В 2005 году состоялась конференция министров в Бергене. Итоговое коммюнике подчеркнуло важность обеспечения более доступного высшего образования, а также повышения привлекательности Европейского пространства высшего образования в других частях мира.
В Лондонском коммюнике 2007 года, число участвующих стран, была расширена до 46.
В 2009 году конференция состоялась в бельгийском городе Лёвен (Louvain-la-Neuve — Новый Лёвен), основные рабочие вопросы касались планов на следующее десятилетие. Все эти вопросы были описаны в итоговом коммюнике, показывая новое направление Болонского процесса — более глубокое реформирование, которое обеспечит завершение процесса реализации Болонского процесса. Ещё одно изменение, касается внутренних механизмов, связанных с председательством в Болонском Совете. Если раньше Болонский процесс был под председательством страны, председательствующей в ЕС, то теперь процесс будет проходить под председательством двух стран: как страны, председательствующей в ЕС, так и не входящих в ЕС страны, по очереди в алфавитном порядке.
Следующая конференция министров состоялось всего через год после вышеупомянутого, а точнее, в марте 2010 года. Место проведения Будапешт-Вена, конференция совпала с юбилеем — десятилетие Болонского процесса. В честь юбилея, состоялось официальное объявление о создании европейского пространства высшего образования, что означает, что цель, поставленная в Болонской декларации, была выполнена. Кроме того, начиная с этой конференции, Европейское пространство высшего образования было расширено до 47 стран.
Девятая конференция министров образования Европейского пространства высшего образования и Четвёртый Болонский политический форум прошли в Ереване 14-15 мая 2015 г. В мероприятии принимали участие свыше 100 делегаций из 47-ми стран-участниц Болонского процесса, а также около 20-ти министров образования. На конференции были представлены основные результаты деятельности в области обеспечения качества, использования ECTS-кредитов, систем квалификация, признания предшествующего обучения, которые были заложены в Рабочем плане BFUG на 2012—2015 годы. В ходе Четвёртого Болонского политического форума министры образования стран ЕПВО вступили в глобальный диалог с коллегами из стран, граничащих с ЕПВО, включая Средиземноморский регион.

## Состав
Членами Европейского пространства высшего образования являются все участники Болонского процесса: на 2020 год это 48 стран и Европейская комиссия. При этом от Бельгии в процессе и, соответственно, пространстве участвуют лишь фламандское и французское сообщества. Немецкоязычное сообщество Бельгии предпочло остаться вне процесса интеграции образования, в связи с отсутствием университетов. Также в связи с отсутствием университетов в ЕОПВ не участвуют Монако и Сан-Марино. С апреля 2022 года приостановлено участие России и Белоруссии в Болонском процессе. Из территорий за пределами Европы в ЕПВА участвуют Гвиана, Фолкленды и Новая Каледония.

## Цели
Цель Болонского процесса — расширение доступа к высшему образованию, дальнейшее повышение качества и привлекательности европейского высшего образования, расширение мобильности студентов и преподавателей, а также обеспечение успешного трудоустройства выпускников вузов за счет того, что все академические степени и другие квалификации должны быть ориентированы на рынок труда.
Присоединение России к Болонскому процессу дает новый импульс модернизации высшего профессионального образования, открывает дополнительные возможности для участия российских вузов в проектах, финансируемых Европейской комиссией, а студентам и преподавателям высших учебных заведений — в академических обменах с университетами европейских стран. Поэтому присоединение России к Болонскому процессу, которое состоялось в 2003 году, необходимо рассматривать как инструмент развития высшего профессионального образования.
Создание единого европейского образовательного пространства было основной целью Болонского соглашения, и эта цель была достигнута в 2010 году.

## Россия и Болонский процесс
6 июня 2022 года все образовательные организации России покинули Болонский процесс.